# بوعواجة
بوعواجة هي منطقة تابعة اقليمياً وإداريا لبلدية قجال الكائنة بدائرة قجال الواقعة بولاية سطيف الجزائرية.